# Litauisches Strafstatut
Das Litauische Strafstatut von 1919 (lit. Lietuvos Respublikos baudžiamasis statutas, LR BS) war ein Strafgesetzbuch in Litauen am Anfang des 20. Jahrhunderts.

## Geschichte
Nach der Erklärung der Unabhängigkeit 1918 nahm man das Gerichtsverfassungsgesetz von 1919 (Vyriausybės žinios, 1919, Nr. 2–3), mit dem das Strafgesetzbuch von Russland (1903) rezipiert wurde. Bis 1940 änderte man es mehrmals (30 Male).